# 非洲水牛
非洲水牛（學名：Syncerus caffer），是一种产于非洲的牛科动物，平均高度約1.4-1.7公尺，體長2.1-3.4公尺，體重約425-900公斤，平均壽命15 - 20 年。

## 棲地
附近有水源和蔭涼處的叢林、草原或熱帶稀樹大草原。

## 食物
長草。牠們平均每天花8-10小時進食，並會把食物反芻。

## 繁殖
雌性通常5歲左右誕下第一胎，之後隔年生產，雄性大概7歲開始交配。发情期是每年3至5月，懷孕期是330至345 日，新生小牛平均已重達45公斤，出生後幾小時便可自己走動。小牛夭折率高達80%，10個月大斷奶，15個月大左右便會被逐出牛群，要自行投靠其他同齡牛群。
生存威脅首推是疾病，1890年代的牛瘟便幾乎把牠們滅絕。其他敵人主要是獅子，還有河中的尼羅鱷。

## 簡介
非洲水牛為群居動物，經常可看到大群的水牛，只有年老或受傷的才會落單。族群屬於母系社會，最強壯的母牛為族群領袖，統領牛群，並享有吃最優質草糧的權利。
顧名思義，非洲水牛可說是無水不歡，每天至少喝水一次，從不遠離水源。牠們是夜行性動物，日間會避開烈日高溫，常躲在陰涼處或浸泡在水池或泥濘中使身體較涼快。雖然非洲水牛冠以水牛之名，但跟亞洲水牛的親緣甚遠。
很多人不知道非洲水牛其實是非洲最危險的動物之一（其他為非洲獅、非洲象、河馬、尼羅鱷），亦是非洲傷人最多的動物之一。尤其受傷、落單或帶著小牛的母牛更具攻擊性，較人見人怕、聞風喪膽的獅子更危險。由於脾氣暴躁，人類也從來沒想過要馴服牠們。
動物學家一度認為牠們一定是被獅子欺負的弱者，其實並不盡然，因為獅子每次出擊都是以性命搏鬥，所以狩獵時獅子通常都是成群出動攻擊落單或體弱的牛隻。一旦水牛成群結隊時，就連獅子也不敢輕易招惹，常有獅子攻擊水牛不成，反被迫跳上樹以避開水牛的反擊，甚至曾有一不小心反被牛角撞傷撞死的紀錄。

## 分布
廣泛分佈於中非和東非地區。